# Дружба (стадион, Добрич)
Вижте пояснителната страница за други значения на Дружба.
„Дружба“ е стадион в Добрич, който е сред най-старите съществуващи стадиони в България. Построен е в края на 50-те години на XX век и официално открит през 1960 г.
Капацитетът му е 12 500 места, 23 000 с правостоящите. Частично са поставени пластмасови седалки. Към момента стадионът няма осветление. Използва се от отбора на „Добруджа“ за срещите им от Б група.

## Добрич преди „Дружба“ и ст. „Базарджик“
Преди построяването на „Дружба“ първите футболни отбори в добруджанския град (ФД Развитие и СД Стрела) играят най-напред в местността Гаази баба край града, а впоследствие основното им игрище се обособява в днешната Индустриална зона „Север“ на Добрич. Въпреки че на 28 май 1924 г. Община град Добрич взима решение да изгради спортно съоръжение, това не се случва в следващите години и двата терена по-горе продължават да се използват. До 1930 г. отборите провеждат тренировките на полковото игрище на 40-и пехотен полк в града.
Старите игрища, които не били стадиони в пълния смисъл на думата, продължили съществуването си до 1931 г., когато най-силният отбор в Добрич по това време – СД Глория, закупува терен в градския парк „Св. Георги“, който принадлежал на полицейския отбор на румънските колонисти Калиакра (Каварна), и на него изгражда свой стадион. Той се намира на мястото на днешния стадион „Дружба“ и носи името „Базарджик“ (румънското наименование на гр. Добрич). Познат е и с името „Глория“. Той е снабден с дървени пейки, съблекални за спортистите, табло за резултата и бюфет. Стойността за изграждането на съоръжението варирала на 70 000 румънски леи. Този стадион е реконструиран през 1935 г.

## „Дружба“
В края на 50-те години в Добрич започва кампания по изграждането на нов стадион в рамките на общия проект за пробив на местния ПФК Добруджа във футболния елит на страната. Средства за строителството се набират с доброволен труд и волни пожертвования. Събрани са над 8 милиона лева, от които 1 250 000 лв. съставляват 15% държавна субсидия. За архитект е избран варненцът Косьо Христов. Работата по стадиона започва на 1 ноември 1958 г. като основите му са положени върху по-стария стадион „Базарджик“. Съоръжението е завършено през 1960 г. и открито официално за празника на града – 25 септември същата година. На пищната церемония присъстват 30 000 зрители и 12 000 спортисти. Сред почетните гости са председателят на Президиума на НС Димитър Ганчев, кметовете на Москва и Добрич – Николай Бобровников и Вида Димитрова.
Първият официален мач на стадиона е между ПФК Добруджа и Прогресул (Букурещ). В румънския тим има 8 национали на Румъния. Добруджанци имат териториален превес и печелят повече статични нарушения, но губят с 0:1 след гол в 66-ата минута.

### Последващи реконструкции
С годините и непрестанната употреба „Дружба“ се амортизира силно. През 2006 г., след извършена проверка на общинската комисия и РИОКОЗ-Добрич, става ясно, че съоръжението може да се използва само частично. Сградата на стадиона се нуждае от спешно укрепване, сектор Г и част от сектор А са затворени, а закрития физкултурен салон, коментаторската кабина и пресцентъра са запечатани. Същата година е ремонтиран сектора за гости, ложите и сектор В, укрепен е входа при сектор А, изградени са отново предпазните огради, а кулата при входа на затворения сектор Г е премахната, заради опасност от срутването и. През 2008 г. след двуседмични ремонтни работи са подменени 6000 пластмасови седалки и цялостно е ремонтирана сградата на стадиона, включително съблекалните, баните и стаите за съдиите. С тези действия „Дружба“ е лецензиран от УЕФА и получава възможност да домакинства европейски и международни спортни състезания. През следващите години стадионът на няколко пъти домакинства евопейските квалификации на Българския национален футболен отбор за девойки. Впоследствие спортното съоръжение периодично се освежава и през 2013 е извършена наложителна реновация на санитарните възли, монтирана е нова козирка под тунела, водещ към терена и е обновена залата за пресконференции и ложата за почетни гости. В сградата на стадиона е отворен магазин за фен артикули. В края на същата година е ремонтирана и физкултурната зала на стадиона, пригодена за зимните тренировки на юношеските формации на ПФК Добруджа. В началото на 2014 г. благодарение на дарител на мястото на съборената през 2006 г. кула е издигнато ново електронно табло на стойност 50 000 евро. Въпреки това по-голямата част от стадиона все още тъне в разруха.